# Albert Virgili
Albert Virgili Fort (Tarragona, Cataluña, España, 12 de febrero de 1983), más conocido como Virgili es un exfutbolista español. Jugaba como delantero y su último club fue el Inter Club d'Escaldes de la Primera División de Andorra.

## Trayectoria
El delantero tarraconense salió de la cantera del Nástic, después pasó por varios clubes de la Segunda División B y tras un periplo en las filas Kitchee SC de Hong Kong. En marzo de 2011 ha sido presentado con el Gimnàstic de Tarragona de Segunda División de España tras la lesión de Borja Viguera. El excelente rendimiento de Albert Virgili en La Pobla –es pichichi de Tercera con 15 goles–han dado motivos suficientes a los responsables deportivos granas para que pusieran los ojos en el ariete. Precisamente, Juan Carlos Oliva destacaba del delantero de El Catllar que «tiene gol y motivación.

## Clubes
| Club                   | País      | Año       |
| ---------------------- | --------- | --------- |
| Gimnàstic de Tarragona | España    | 2001-2002 |
| Real Zaragoza "C"      | España    | 2002-2003 |
| Real Zaragoza "B"      | España    | 2003-2004 |
| Novelda C. F.          | España    | 2004-2005 |
| C. F. Reus Deportiu    | España    | 2005-2006 |
| C. F. Sporting Mahonés | España    | 2006      |
| Pobla de Mafumet C. F. | España    | 2006-2008 |
| Kitchee S. C.          | Hong Kong | 2008-2009 |
| Pobla de Mafumet C. F. | España    | 2009-2010 |
| Gimnàstic de Tarragona | España    | 2011      |
| U. E. Llagostera       | España    | 2011-2012 |
| Gimnàstic de Tarragona | España    | 2012-2013 |
| F. C. Ascó             | España    | 2013-2016 |
| C. D. Tortosa          | España    | 2016-2017 |
| Inter Club d'Escaldes  | Andorra   | 2018      |